# صموئيل براون (سياسي أمريكي)
صموئيل براون (بالإنجليزية: Samuel Brown)‏ هو نجار وسياسي أمريكي، ولد في 8 يناير 1804 في الولايات المتحدة، وتوفي في 22 ديسمبر 1874. حزبياً، نشط في الحزب الديمقراطي. وقد انتخب عضو جمعية ولاية ويسكونسن.